# 天晴〜オールタイム・ベスト〜
『天晴〜オールタイム・ベスト〜』（あっぱれ オールタイム・ベスト）は、さだまさしのベスト・アルバム。2013年6月26日にフリーフライトレコードから発売された。

## 概要
さだのデビュー40周年およびソロ・コンサート4000回達成記念としてリリースされた。収録楽曲はファンによる「あなたが選ぶ さだまさし国民投票」の結果を元に選曲されている。収録曲のうち、初期の楽曲についてはオリジナルではなく、セルフ・カバーした『帰郷』『続帰郷』のバージョンが収録されているものもある。
セールス的には、オリコン週間チャートで『夢の轍』以来30年7ヶ月振りにトップ3入りを果たしている。
ジャケットデザインは、中村佑介が担当している。

## 収録曲

### Disc1 こころ
1. 案山子
2. 天までとどけ
3. 関白宣言
4. 北の国から -遙かなる大地より〜螢のテーマ-
5. パンプキン・パイとシナモン・ティー
6. Birthday
7. 胡桃の日
8. まほろば
9. 主人公
10. 道化師のソネット
11. 向い風
12. 長崎小夜曲'90
13. 片恋
14. 青の季節
15. あなたへ

### Disc2 とき
1. 雨やどり
2. 風の篝火
3. 無縁坂
4. 秋桜
5. 親父の一番長い日
6. つゆのあとさき
7. 檸檬
8. 天然色の化石
9. October 〜リリー・カサブランカ〜
10. 飛梅
11. 修二会
12. 舞姫
13. 虹 〜ヒーロー〜

### Disc3 いのち
1. 精霊流し
2. 黄昏迄
3. デイジー
4. フレディもしくは三教街 -ロシア租界にて-
5. 防人の詩
6. たいせつなひと (シネマ・ヴァージョン)
7. 償い
8. 奇跡 〜大きな愛のように〜
9. いのちの理由
10. 遙かなるクリスマス
11. 風に立つライオン

### Disc4 DVD「さだらまし さだのあらまし」(初回限定盤のみ)
1. ほぼ1分間でわかるさだまさしの生い立ち
2. Opening
3. 長崎小夜曲
4. 修二会
5. 胡桃の日
6. 天然色の化石2006
7. トーク1「歌作りの原点」
8. 虹 〜ヒーロー〜
9. 関白宣言
10. トーク2「行けるところまで!」
11. 主人公

- 全曲、作詞・作曲：さだまさし

## 「あなたが選ぶ さだまさし国民投票」投票結果
ファン投票による順位は以下の通り。さだの一般的なヒット曲である「関白宣言」「防人の詩」「雨やどり」などよりも、シングル化されていないようなアルバムの収録曲が上位に入っているのが特徴的である。
1. 主人公
2. 風に立つライオン
3. 奇跡〜大きな愛のように〜
4. 案山子
5. まほろば
6. いのちの理由
7. 道化師のソネット
8. 修二会
9. 黄昏迄
10. つゆのあとさき
11. 秋桜
12. あなたへ
13. October 〜リリー・カサブランカ〜
14. 檸檬
15. 雨やどり
16. フレディもしくは三教街 -ロシア租界にて-
17. 舞姫
18. 精霊流し
19. 防人の詩
20. 償い
21. 飛梅
22. 天然色の化石
23. 親父の一番長い日
24. 天までとどけ
25. 関白宣言
26. パンプキン・パイとシナモン・ティー
27. デイジー
28. 青の季節
29. 無縁坂
30. 胡桃の日
31. Birthday
32. 遙かなるクリスマス
33. 長崎小夜曲'90
34. たいせつなひと (シネマ・ヴァージョン)
35. 北の国から -遙かなる大地より〜螢のテーマ-
36. 風の篝火
37. 片恋
38. 向い風
39. 虹 〜ヒーロー〜